# Typhlocyba fumapicata
Typhlocyba fumapicata är en insektsart som först beskrevs av Dlabola 1967.  Typhlocyba fumapicata ingår i släktet Typhlocyba och familjen dvärgstritar. Inga underarter finns listade i Catalogue of Life.